# 莫氏細鯽
台灣副細鯽（学名：Aphyocypris moltrechti），俗名台灣白魚，为輻鰭魚綱鯉形目鯝科的其中一種。一般成魚體長約10公分，大的雌魚可達15公分，繁殖期在3至10月之間並在5月達到高峰。最初性成熟，雌魚全長為5.4公分，雄魚最初性成熟之全長為5.9公分。
為台灣特有的淡水魚類，習性屬於溫和魚類，飼養與繁殖都相當容易，幾乎任何的人工飼料都會進食。產地多集中在南投埔里一帶的小溪、茭白筍田及池塘中，屬於罕見魚類。在台中的食水嵙溪（大甲溪支流）及北部的幾處封閉池塘，都是人為復育的成果，並非真正的野生族群。
台灣農委會2009年4月1日將其公告為珍貴稀有保育類野生動物，但不在IUCN瀕危名單中。
稀有主因是遭人大量捕食的人為因素，造成其族群量不穩定，加上颱風大量豪雨沖刷山區造成土石流破壞僅存的棲息地，造成台灣副細鯽數量大減。

## 分布
记录上僅分布分布於水流東溪（大肚溪支流）與食水嵙溪（大甲溪支流），但仍有在台灣烏溪與濁水溪上游及日月潭附近的小溪及水潭中有發現族群。 

## 特徵
台灣副細鯽體延長而側扁，無鬚，鱗片大。魚體淡土黃色，體側有寬且界限不清之藍紫色縱帶，特徵是側線長且完整，上半部弧形後緣的鱗片呈現黑色長條細紋。各鰭透明，尾鰭叉形。雄魚略小，較細長；雌魚個頭較大，腹部膨出，體長可達8公分。
在鯉科中，台灣副細鯽與菊池氏細鯽是頗為相似的種類，兩者有明顯的地理區隔之外，可從身體側線辨識牠們，台灣副細鯽側線由鰓處一直到尾鰭，而菊池氏細鯽的側線只有半截，而且台灣副細鯽的體型較大，口裂較小。

## 棲所生態
為初級淡水魚，棲息於水深0至5公尺水質清澈且植物茂盛的支流溝渠的淺水區、小溪流或淺水潭中等水生植物繁生的溪流平緩水域，通常活動於中上層水域，善跳躍。具有群游性，屬雜食性，以小型無脊椎動物、水生昆蟲及綠藻為食。 

## 經濟利用
可食用適合油炸，或當作觀賞魚，但已列為臺灣保育魚種，不屬於經濟性魚類。